# Beate Musäus
Beate Musäus, geborene Beate Schmidt, (* 7. Mai 1942 in Magdeburg; † 10. September 2007 in Koblenz) war eine deutsche Malerin und Grafikerin.
Beate Musäus verbrachte ihre Kindheit und Schulzeit in Gelsenkirchen. Sie studierte Buchgrafik und freie Grafik an den Fachhochschulen in Münster und Kiel. Sie war Mitglied der Künstlergilde Esslingen.
Beate Musäus illustrierte Bücher und arbeitete ab 1998 als Gerichtszeichnerin in Koblenz.

## Buchillustrationen
- Das Lebensschiff. Ein Lesebuch für hessische Grundschulen. Ca. 1961.
- Horst Scheffler: Geradeaus in den Tod. Phantasien vom Sterben. 1982.
- Jutta Weber-Bock: Herbsüß mit Bitterstoffen. 2002. ISBN 3933292514

| Personendaten    | Personendaten                   |
| ---------------- | ------------------------------- |
| NAME             | Musäus, Beate                   |
| ALTERNATIVNAMEN  | Schmidt, Beate (Geburtsname)    |
| KURZBESCHREIBUNG | deutsche Malerin und Grafikerin |
| GEBURTSDATUM     | 7. Mai 1942                     |
| GEBURTSORT       | Magdeburg                       |
| STERBEDATUM      | 10. September 2007              |
| STERBEORT        | Koblenz                         |